# 现代拉丁语
现代拉丁语是自19世纪末以来使用的拉丁语。具有多种形式，包括在生物分类学中使用的专有名词，以及在天主教中使用的教会拉丁语。